# Nina FM
Nina fue una estación radial chilena ubicada en el 104.9 MHz del dial FM en Santiago de Chile, fundada por el Grupo Radial UDB, transmitiendo por primera vez el 25 de mayo de 1990.

## Historia

### Primeros años (1990-1995)
Inicialmente, Nina FM estaba enfocada en la música femenina, sus transmisiones comenzaban diariamente a eso de las 5 de la mañana y terminaban a eso de las 2 de la mañana.
Si bien la fórmula no resultó, a mediados de 1994 Nina se vuelca a transmitir música romántica. Estas fórmulas no resultaron exitosas en audiencia ni en términos comerciales, a fines de 1994 se ubicaba en el puesto 25 de la encuesta general de audiencias realizada por Search Marketing.
Esto motivó que a fines de 1995, se modificara totalmente su parrilla musical, pasando a difundir música tropical latina a tiempo completo.

### El éxito de Nina FM (1995-2000)
Desde fines de 1995 hasta sus últimos días, Nina se enfoca en sonidos tropicales y latinos. Fue la primera emisora del país que se atrevió a programar este tipo de música en la banda FM en los años '90 siendo que todavía se consideraba que la banda FM era para transmitir música docta o selecta.
Ante la nula competencia que había, Nina consigue éxito arrollador y se convirtió en una de las radios que integraban permanentemente el Top 5 de las mediciones de audiencia a fines de la década de los '90, consiguiendo el primer lugar de audiencias entre 1996 y 1998.
Gracias al Fenómeno Nina, aparecen marcas asociadas a la radioemisora, como Nina Discotheque, centro de eventos y fiestas ubicado en el Kilómetro 22 de la Ruta 68 camino a Valparaíso, en la comuna de Pudahuel. Pese al fin de la emisora, todavía continúa funcionando esta discotheque.
Cabe resaltar que entre los años 1996 y 1999, Nina transmitió en la Región de Valparaíso, ocupando el dial 1100 kHz que dejó Radio Recreo de Viña del Mar en su primer cierre, transmitiendo por enlace telefónico para dicha ciudad.
De paso, en 1997 aparecen 2 nuevas radioemisoras que le harían la competencia en materia programática y musical: Corazón de la Compañía Chilena de Comunicaciones y Amistad Stereo del Consorcio Radial de Chile.
La llegada de estas 2 nuevas emisoras terminaron en parte con el éxito de Nina, debido a que las 2 nuevas emisoras (Corazón y Amistad) contaban con locutores radiales reconocidos como Willy Sabor, Pato Torres, Fernando Alarcón, Walter Ardiles "Cocodrilo Dundee", Adriana Carroza, entre otros, lo que hizo que Nina perdiera audiencia, pues no tenía programas en vivo, ni mucho menos existía retroalimentación con el público.
Para poder hacer frente a la llegada de estos nuevos competidores, llegarían a Nina voces como el actor Oscar Olavarría, Francisco Moreno, Marisa Santoni, la abogada Pamela Domínguez, la exintegrante del grupo cubano de música tropical "Varadero" Lourdes Jiménez, Leo Caprile, el humorista Marco "Charola" Pizarro, los periodistas deportivos Vladimiro Mimica, Juan Manuel Ramírez y Patricio Oñate, Gloria Aros y los exfutbolistas Patricio Yáñez, José Daniel Morón y Patricio Toledo, los cuales permanecieron desde mediados de 1998 hasta noviembre de 2000.

### La debacle (2000-2006)
A fines de 2000, Nina FM debió afrontar una fuerte crisis programática, todos los locutores de la emisora hicieron abandono de la misma, aduciendo Problemas técnicos, según Claudio López, productor y propietario de la empresa Event Sport, que arrendó la emisora el año 2000.

"Hay que pensar que Nina era una radio eminentemente dedicada a la música. No estaba preparada en cuanto a infraestructura para que de un día para otro llegaran tantos locutores a hablar al aire''.
Dichos del locutor Vladimiro Mimica a El Mercurio, 11 de noviembre de 2000

Luego de esta fuerte crisis programática y técnica que también repercutió en el ámbito económico, llegarían nuevas voces como Chisterete Fernández, Checho Karvaz, Carlos Vergara, Germán Muñoz, Daniel Moncada, Robinson San Martín "Rorro", José Luis Montaña, Ana María Muñoz "La Zapallito Italiano", Jaime Mora "El Cuate Regalón", Daniel "Ex Huevo" Fuenzalida, DJ Pinky, María Teresa Balmaceda, Carlos Bencini, Jorge Fernández "Spider G", Gabriel Benni y Mauricio Medina "El Indio", sin dejar de mencionar a importantes productores como Marco Valencia y DJ Maxi como cabezales importantes de la emisora en su segunda etapa que se desarrolló entre el 2001 y 2006.
Los programas más destacados en su último periodo fueron Nina Sandungera, programa al que se le atribuye la aparición del reguetón, el cual fue conducido por Jorge Fernández "Spider G" en compañía de su radiocontrolador DJ Blackmen o Víctor y Victoria, un espacio donde se hablaba explícitamente de sexo, así como también los programas El Rastro y Aló Huevo con Daniel Fuenzalida.
Su historia finalizó en el año 2006, se anuncia su compra por parte del Grupo Dial controlado por Copesa. Es así como el 29 de diciembre pasadas las 12:00 horas, Nina FM cierra un ciclo de 16 años, 7 meses y 4 días de transmisión ininterrumpidas, junto a sus radioemisoras hermanas Sintonía FM y Metropolitana AM, pasando a ser propiedad de Grupo Dial quien incorporó las marcas propias Club FM y Cariño FM a las emisoras (actuales Paula FM y Radio Disney).

### Radio Metropolitana 1330 AM
Radio Metropolitana transmitió entre 1989 y 2003 en el dial 1330 AM, siendo parte del circuito de radioemisoras de Uros Domic.
Pero es en el mes de diciembre de 2001, cuando el Grupo Radial UDB cerró Radio Cien por su inviabilidad financiera, Metropolitana correría la misma suerte, es así como Nina FM comenzó a ocupar el dial de Metropolitana en agosto de 2003, formando parte de la política de abaratemiento de costos y de cuidado de la única concesión AM que tenía el grupo.
Finalmente, Metropolitana pasa a transmitir totalmente la programación de Nina FM, creando un dúplex en el 104.9 MHz y los 1330 kHz.
Esta emisora también finalizó sus transmisiones el 27 de diciembre de 2006, junto con su radio hermana (Sintonía) dejaron de transmitir, para darle paso a Radio Cariño, con una emotiva despedida, dirigida por el locutor José Luis Montaña y por el propietario de la emisora, Uros Domic Bezic.

### Programas de Nina FM (Última época)
- El Matinal de Nina FM
- Víctor y Victoria
- Nina Sandunguera
- El Show de Benni
- El Rastro
- Aló Huevo
- Nina Discotheque
- El Cancionero Mexicano

## Nina Radio Online (2016)
El 6 de marzo de 2016 vuelve a transmitir, pero esta vez lo hace a través de internet, con el nombre de Nina FM (La Diferente), Tratando de mantener el mismo esquema de la ex Nina FM, retomando en su parrilla musical los estilos tales como el reguetón, pachanga, tropical, rancheras, pop, techno, romántica y más.

### Programas de Nina FM Online
- Nina Sandunguera, de lunes a viernes
- Nina Discotheque, De viernes a sábado
- La Tarde de Rancheras, domingos

## Eslóganes

### Radio Nina FM
- 1990-2006: Nina, es diferente
- 1990-1996: Totalmente femenina
- 1° Semestre 1996: Rompiendo el esquema del dial, Nina FM
- 2° Semestre 1996-2006: Quédate con Nina, Nina es diferente (eslogan oficial)
- 1998-2004: Única, autentica, independiente
- 2000-2006: Los sonidos del mundo están en Nina FM (Música Extranjera)
- 2004-2006: ¡¡Muévete!!, pero al ritmo de Nina
- 2006: En tu idioma, tu música, en Santiago tu Radio Nina

### Nina FM (online)
- 2016 - Hasta el Dia de Hoy: La diferente de Chile

### Nina TV (online)
- 2016 - Hasta el Dia de Hoy: La diferente de Chile

## Propietarios
- 1990-2006: Grupo Radial UDB
- 2007-2009: Nina Discotheque

## Antiguas frecuencias
- 104.9 MHz (Santiago); hoy Radio Amor F.M.
- 1100 kHz (Gran Valparaíso); hoy Radio BBN.